# Penectomía

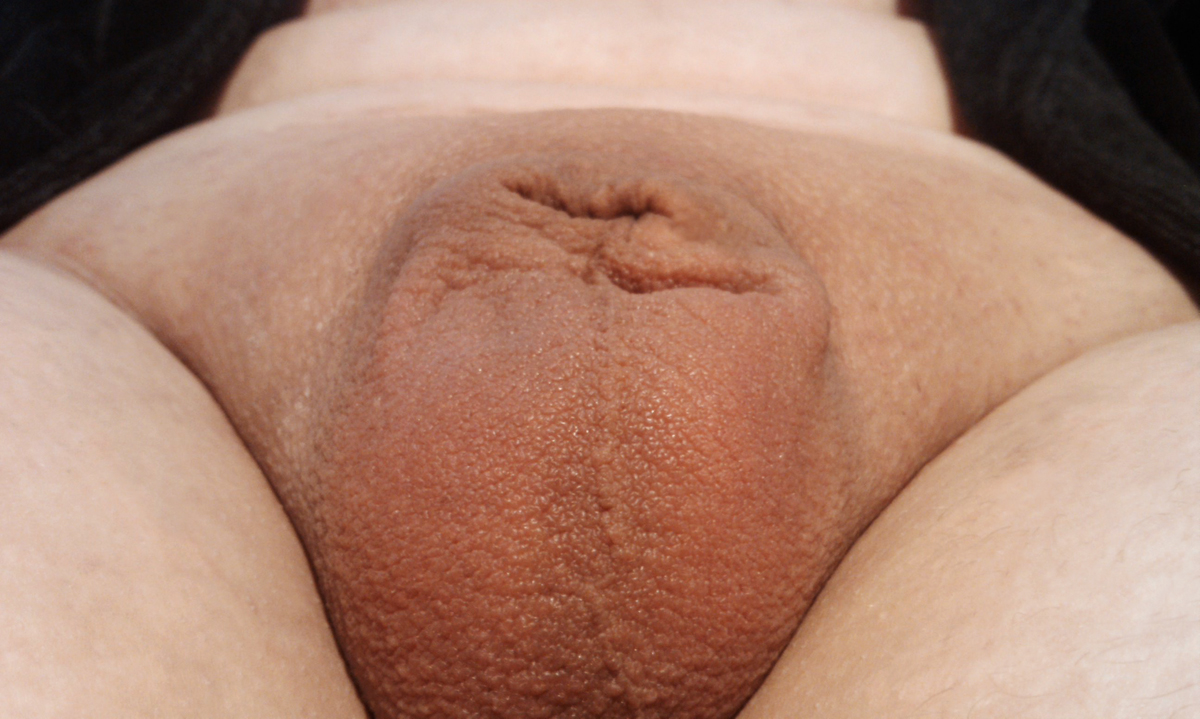
Penectomía.

La penectomía o falectomia es la remoción del pene por cirugía por razones médicas.
El cáncer de pene, por ejemplo, a veces necesita que se extirpe parcial o totalmente el pene. En muy raras ocasiones, la circuncisión puede resultar en una penectomía total o parcial.
Los procedimientos quirúrgicos para transformar un pene en una vulva, con una vaginoplastia de reasignamiento genital, no involucran la remoción completa del pene; parte o todo el glande es usualmente resguardado y rearmado para resultar un clítoris, y la piel escrotal del pene resultar en vagina. Cuando estos procedimientos no son posibles, se puede hacer una colovaginoplastia para reemplazar los tejidos que no se poseen por la penectomía total.
La resección del pene figura también en algunos capítulos de la Psicología; como en la ansiedad de castración. Otros sujetos, pueden asociar al órgano sexual con violación, dominancia masculina, agresión, puede consciente o inconscientemente ver al órgano (el propio o el de otros) como un arma, expresar neurosis por él, potenciando el deseo de verse en una extirpación violenta.